# Phyllis Nagy

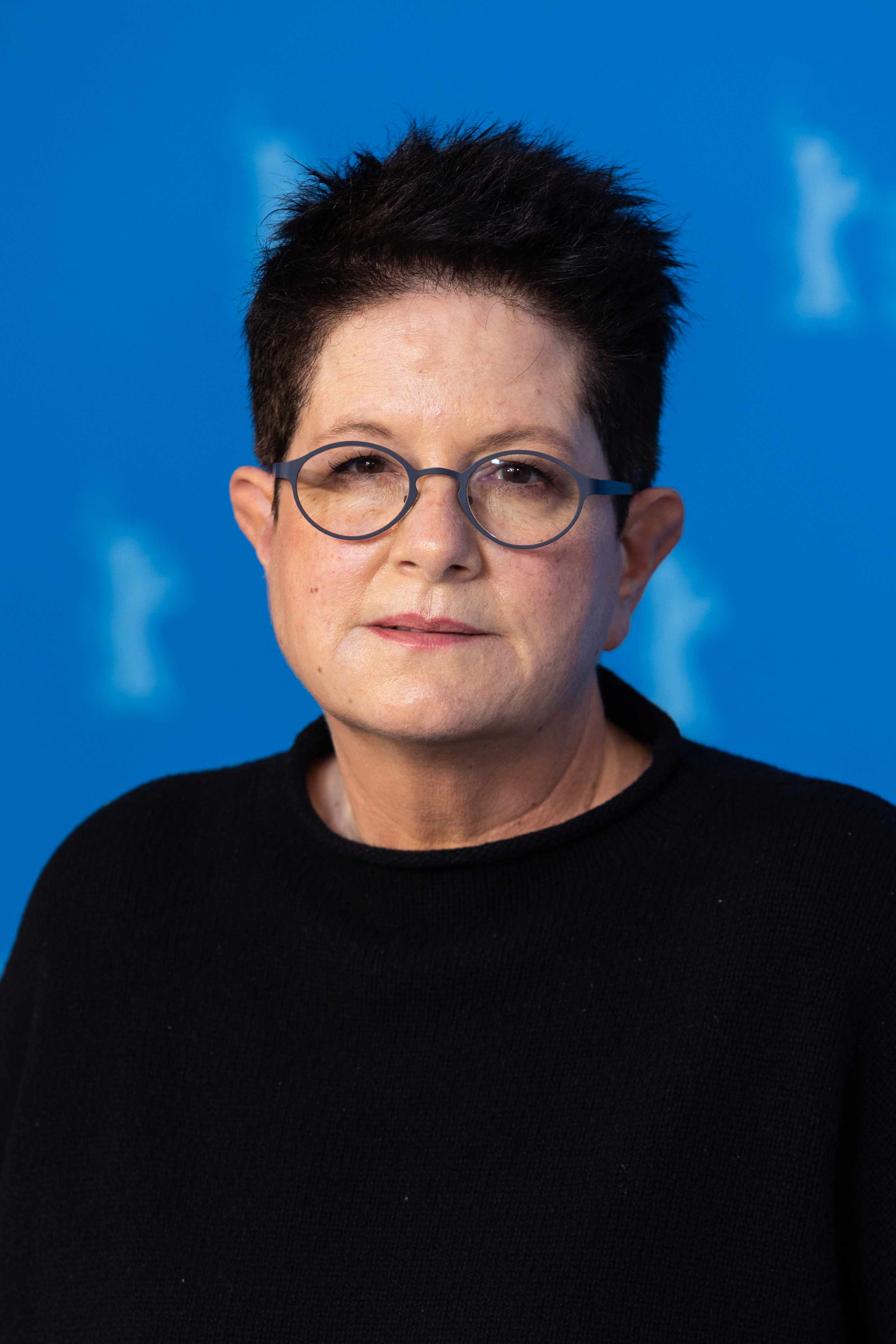
Phyllis Nagy

Phyllis Nagy (geboren 7. November 1962 in New York City) ist eine US-amerikanische Bühnen- und Drehbuchautorin.

## Leben
Phyllis Nagy ist die Tochter von Virginia Marie Sottile und Peter Thomas Nagy. 1987 unterstützte sie Patricia Highsmith bei einem Rechercheauftrag für die New York Times und freundete sich mit ihr an, sie führten danach eine ausgiebige Korrespondenz und trafen sich gelegentlich.
1992 zog sie nach London und arbeitet seither als Bühnenautorin. Beim Royal Court Theatre war sie anfänglich als Writer-in-residence von Stephen Daldry engagiert. 1992 wurde dort und im Liverpool Playhouse ihr Stück Weldon Rising aufgeführt, 1994 Butterfly Kiss im Almeida Theatre. In den USA realisierte sie 1994 mit The Scarlet Letter eine Bühnenfassung von Nathaniel Hawthornes Roman beim Denver Center for the Performing Arts und mit Trip's Cinch eine Auftragsarbeit für das Actors Theatre of Louisville.
Ihr Stück Disappeared erhielt 1995 den Susan Smith Blackburn Prize, es kam unter ihrer Regie 1995 am Royal Court heraus und wurde 1997 von Andreas von Studnitz am Maxim Gorki Theater inszeniert. Im Oktober 1998 brachte sie im Watford Palace Theatre Highsmith' Roman The Talented Mr Ripley auf die Bühne und im selben Jahr Never Land im Royal Court Theatre. Beim Chichester Festival Theatre führte sie im Sommer 2003 Regie bei Tschechows Die Möwe.
Nagys Drehbuch und ihre Filmregie für Mrs. Harris – Mord in besten Kreisen wurde bei den Emmy Awards 2006 in der Kategorie Miniserien nominiert, das Drehbuch wurde unter anderem nach Shana Alexanders Mrs. Harris geschrieben. 2011 übernahm ihre damalige Produzentin Elizabeth Karlsen ihr Drehbuch zu Patricia Highsmith' Salz und sein Preis, das seit 1996 bei ihr als Projekt lag, und das sie seit 2000 mit verschiedenen Regisseuren durchgespielt hatte, ohne dass es zu einer Entscheidung gekommen war. Nagy, Karlsen, die Produzentin Christine Vachon und der Regisseur Todd Haynes realisierten den Film im Jahr 2014, der 2015 als Carol in Cannes gezeigt wurde und Ende 2015 in die Kinos kam. Ihre zweite Regiearbeit Call Jane stellte Nagy im Januar 2022 beim Sundance Film Festival vor.

## Werke (Auswahl)
- The talented Mr. Ripley. Nach dem Roman von Patricia Highsmith. London : Methuen Drama, 1999
- The scarlet letter. Nach dem Roman von Nathaniel Hawthorne. New York : London : Samuel French, 1995.